# Mono (mixtape)
Mono (cách điệu là mono.) là mixtape thứ hai của nam rapper Hàn Quốc RM. Nó được phát hành vào ngày 23 tháng 10 năm 2018, thông qua Big Hit Entertainment. Nó có 7 bài hát và được kèm theo một video âm nhạc hoạt hình cho bài hát cuối cùng, "Forever Rain". RM đã gọi Mono là một danh sách phát, trong khi các ấn phẩm khác gọi nó là một mixtape. Nó có các bài hát được hát và đọc rap bằng cả tiếng Hàn và tiếng Anh.

## Bối cảnh và phát hành
RM lần đầu tiên nhá hàng mixtape và xác nhận khâu sản xuất vào tháng 3 năm 2018 bằng cách đăng một đoạn clip về một bài hát không tên thông qua tài khoản Twitter của BTS. Vào tháng 6 năm 2018, bộ đôi electropop người Anh Honne đã nói trong một cuộc phỏng vấn rằng họ có thể đã làm việc về âm nhạc với RM. Ban đầu, họ quan tâm đến việc hợp tác với RM sau khi phát hiện ra anh là một người hâm mộ âm nhạc của họ và gặp anh ở Seoul sau khi biểu diễn ở đó.
Bản mixtape lần đầu tiên được công bố vào ngày 20 tháng 10 năm 2018, cùng với danh sách bài hát, bìa album và ngày phát hành, thông qua trang Twitter của Big Hit Entertainment. Danh sách bài hát sau đó đã được chính RM chia sẻ, với Mono được mô tả như một "danh sách phát" thay vì một mixtape. Nó bao gồm một bài hát do Honne sản xuất, cũng như có sự tham gia của ban nhạc indie rock Hàn Quốc Nell và nam ca sĩ eAeon. Mono là mixtape thứ hai của RM, sau khi phát hành bản cùng tên năm 2015 của anh, RM, và là bản mixtape đầu tiên của anh được phát hành thương mại.

## Giải thưởng
| Phê bình/Xuất bản | Danh sách                                                            | Đề cử           | Vị trí | Nguồn  |
| ----------------- | -------------------------------------------------------------------- | --------------- | ------ | ------ |
| Billboard         | 20 album K-pop xuất sắc nhất năm 2018: Lựa chọn của các nhà phê bình | mono            | 6      | [ 1 ]  |
| Bravo             | 10 album K-pop xuất sắc nhất của năm                                 | mono            | 6      | [ 13 ] |
| MTV               | 18 bài hát B-side xuất sắc nhất K-pop năm 2018                       | "everythingoes" | 18     | [ 14 ] |
| Thrillist         | Video âm nhạc xuất sắc nhất năm 2018                                 | "forever rain"  | 48     | [ 15 ] |

## Quảng bá
Tài khoản Twitter của BTS đã đăng một tin ngắn thông báo tên và ngày phát hành, cùng với một hình ảnh hiển thị danh sách bài hát. RM đã không quảng bá thêm cho mixtape, vì mixtape được phát hành cùng với chuyến lưu diễn thế giới Love Yourself của BTS.

## Danh sách bài hát
Tất cả các khoản ghi chú được trích từ bản kỹ thuật số của mixtape, được phát hành bởi Big Hit Entertainment. Các khoản ghi chú được bổ sung thêm từ SoundCloud, và Spotify.
| STT              | Nhan đề                                        | Sáng tác            | Sản xuất                    | Thời lượng |
| ---------------- | ---------------------------------------------- | ------------------- | --------------------------- | ---------- |
| 1.               | "tokyo"                                        | RM Supreme Boi      | Supreme Boi                 | 3:28       |
| 2.               | "seoul" (sản xuất bởi Honne)                   | RM Honne            | Honne                       | 4:35       |
| 3.               | "moonchild"                                    | RM Hiss Noise       | RM Hiss Noise               | 3:25       |
| 4.               | "badbye" (với eAeon)                           | RM El Capitxn       | RM El Capitxn               | 1:52       |
| 5.               | "uhgood" (어긋 / Eogeut [lit. "out of place"]) | RM Sam Klempner     | Sam Klempner El Capitxn [a] | 3:14       |
| 6.               | "everythingoes" (지나가 / Jinaga) (với Nell)   | RM Kim Jong Wan     | RM Kim Jong Wan             | 3:42       |
| 7.               | "forever rain"                                 | RM Hiss Noise Adora | RM Hiss Noise Adora         | 4:31       |
| Tổng thời lượng: | Tổng thời lượng:                               | Tổng thời lượng:    | Tổng thời lượng:            | 24:47      |

Ghi chú
- ^[a]  biểu thị cho một nhà sản xuất bổ sung
- Tất cả các bản nhạc đều được viết cách điệu bằng chữ thường. Ví dụ: "Tokyo" được cách điệu thành "tokyo".

## Nhân sự
Tất cả các khoản ghi chú được trích từ bản kỹ thuật số của mixtape, được phát hành bởi Big Hit Entertainment. Các khoản ghi chú được bổ sung thêm từ SoundCloud.

### Nhạc sĩ
- RM – hát chính (tất cả các bài hát), huýt sáo (bài 1), keyboard (bài 3, 4 và 7), synthesizer (bài 3 và 4)
- eAeon – hát chính (bài 4)
- Honne – keyboard, synthesizer, hát bè (bài 2)
- Kim Jongwan – góp giọng, keyboard, synthesizer, guitar (bài 6)
- Supreme Boi – synthesizer (bài 1)
- Hiss noise – keyboard (bài 3), synthesizer (bài 3 và 7)
- El Capitxn – synthesizer, keyboard (bài 4)
- Lee Taewook – guitar (bài 4 và 7)
- Sam Klempner – keyboard, synthesizer (bài 5)
- Lee Jaekyung – guitar (bài 6)
- Lee Junghoon – bass (bài 6)
- Jung Jaewon – trống (bài 6)
- Adora – keyboard, synthesizer (bài 7)

### Sản xuất
- RM – điều hành sản xuất, sáng tác, sản xuất (bài 3, 4, 6, 7)
- Pdogg – đồng sản xuất
- Hiss noise – đồng sản xuất, sản xuất (bài 3, 7)
- Supreme Boi – sản xuất (bài 1)
- Honne – sản xuất (bài 2)
- El Capitxn – sản xuất (bài 4), sản xuất bổ sung (bài 5)
- Sam Klempner – sản xuất (bài 5)
- Kim Jong Wan – sản xuất (bài 6)
- Adora – sản xuất (bài 7)

### Kỹ thuật
- RM @ Rkive – rap và kỹ sư thu âm, sắp xếp giọng hát (tất cả các bài hát)
- Yang Ga @ Big Hit Studio – kỹ sư phối nhạc (bài 1 và 4)
- Ken Lewis – kỹ sư phối nhạc (bài 2, 3, 5 và 7)
- Kim Jong Wan @ Koko Sound Studio – kỹ sư phối nhạc (bài 6)
- Dr. Ko @ Koko Sound Studio – kỹ sư phối nhạc (bài 6)

## Bảng xếp hạng

### Bảng xếp hạng hàng tuần
| Bảng xếp hạng (2018)                | Vị trí cao nhất |
| ----------------------------------- | --------------- |
| Album Úc (ARIA)                     | 36              |
| Album Canada (Billboard)            | 22              |
| Album Cộng hòa Séc (ČNS IFPI)       | 31              |
| Album Hà Lan (Album Top 100)        | 29              |
| Estonian Albums (Eesti Ekspress)    | 2               |
| French Albums (SNEP)                | 115             |
| Album Hungaria (MAHASZ)             | 38              |
| Album Ireland (IRMA)                | 37              |
| Album Ý (FIMI)                      | 51              |
| Japan Hot Albums (Billboard Japan)  | 10              |
| Lithuanian Albums (AGATA)           | 3               |
| Album Na Uy (VG-lista)              | 17              |
| Album Scotland (OCC)                | 21              |
| Spanish Albums (PROMUSICAE)         | 19              |
| Album Thụy Điển (Sverigetopplistan) | 28              |
| Album Thụy Sĩ (Schweizer Hitparade) | 20              |
| US Billboard 200                    | 26              |
| US World Albums (Billboard)         | 2               |

### Bảng xếp hạng cuối năm
| Bảng xếp hạng (2018)        | Vị trí |
| --------------------------- | ------ |
| US World Albums (Billboard) | 9      |

## Lịch sử phát hành
| Quốc gia | Ngày              | Định dạng                       | Hãng đĩa | Nguồn  |
| -------- | ----------------- | ------------------------------- | -------- | ------ |
| Toàn cầu | 23 tháng 10, 2018 | Phát trực tuyến tải kỹ thuật số | Big Hit  | [ 12 ] |